# Vapor Paquete del Maule (1866)
El Vapor Paquete del Maule (1866) fue un barco de casco de fierro construido en 1866 en Inglaterra para la Sociedad del Vapor Paquete del Maule en reemplazo del Vapor Paquete del Maule (1861). 
La Sociedad del Vapor Paquete del Maule fue transferida en 1868 a la Compañía Nacional de Vapores que a su vez fue unida a la Compañía Chilena de Vapores para formar la Compañía Sudamericana de Vapores (CSAV).
El vapor fue arrendado a la Armada de Chile entre 1879 y 1880, la primera fase de la Guerra del Pacífico y tuvo una importante participación en ella. Transportó en sus cabinas 436 y en su cubierta 6727 pasajeros. También fue Buque hospital.
El 12 de marzo de 1880 transportó a Valparaíso desde la zona de guerra los restos del Capitán de Fragata Manuel Thomson Porto Mariño, Comandante Eleuterio Ramírez y el Aspirante Eulogio Goycolea Garay.
Posteriormente, en ese año fue devuelto a la CSAV, que la retiró del servicio en 1885 para ser convertida en chata. Naufragó en Valparaíso el 8 de julio de 1891 cargado con carbón.